# Сироло
Сироло (итал. Sirolo) — коммуна в Италии, располагается в регионе Марке, в провинции Анкона.
Население составляет 3560 человек (2008 г.), плотность населения составляет 208 чел./км². Занимает площадь 17 км². Почтовый индекс — 60020. Телефонный код — 071.
Покровителем коммуны почитается святитель Николай Мирликийский, чудотворец, празднование 9 мая.

## Демография
Динамика населения:

## Администрация коммуны
- Официальный сайт: http://www.provincia.ancona.it/comuni/Sirolo/